# Campeonato Capixaba de Futebol de 2020 - Série B
A Série B do Campeonato Capixaba de Futebol de 2020, organizada pela FES, foi a competição estadual de futebol realizada no Espírito Santo, equivalente à segunda divisão. Com início em 29 de fevereiro e término previsto inicialmente para 30 de maio, reunindo cinco equipes.
A competição foi paralisada em 17 de março, após a terceira rodada da Primeira Fase, pela FES por tempo indeterminado devido à Pandemia de COVID-19. Após sete meses, o campeonato foi retomado no dia 17 de outubro com jogos sem público.

## Regulamento
Na Primeira Fase, os cinco participantes jogam entre si em dois turnos, com os quatro melhores avançando às Semifinais, que serão disputadas em partidas de ida e volta (1º x 4º e 2º x 3º). Os vencedores garantem o acesso à Série A de 2021 e decidem o título também em partidas de ida e volta.

## Participantes
| Clube        | Cidade          | Temporada 2019 | Estádio                     | Capacidade | Títulos (último) |
| ------------ | --------------- | -------------- | --------------------------- | ---------- | ---------------- |
| Capixaba     | Nova Venécia[a] | Não participou | Kleber Andrade              | 21 800     | 1 (1995*)        |
| CTE          | Colatina        | 6º da Série B  | Justiniano de Mello e Silva | 2 600      | 1 (2002**)       |
| Pinheiros-ES | Pinheiros       | 5º da Série B  | João Soares de Moura Filho  | 1 500      | 0 (não possui)   |
| Sport-ES     | Serra           | 3º da Série B  | Kleber Andrade              | 21 800     | 1 (2014***)      |
| Vilavelhense | Vila Velha      | 4º da Série B  | Kleber Andrade              | 21 800     | 1 (2003)         |

Notas:

- a. ^  O Capixaba iniciou a competição representando a cidade de Vargem Alta.
- * Título conquistado representando a cidade de Guaçuí.
- ** Título conquistados como CTE Colatina.
- *** Título conquistado representando a cidade de Domingos Martins.

## Primeira Fase
| Pos | Times        | Pts | J | V | E | D | GP | GC | SG  | Classificação              |
| --- | ------------ | --- | - | - | - | - | -- | -- | --- | -------------------------- |
| 1   | Pinheiros-ES | 24  | 8 | 8 | 0 | 0 | 21 | 2  | +19 | Classificado às Semifinais |
| 2   | Vilavelhense | 12  | 8 | 4 | 0 | 4 | 10 | 8  | +2  | Classificado às Semifinais |
| 3   | Capixaba     | 9   | 8 | 2 | 3 | 3 | 11 | 15 | –4  | Classificado às Semifinais |
| 4   | CTE          | 51  | 8 | 2 | 2 | 4 | 7  | 13 | –6  | Classificado às Semifinais |
| 5   | Sport-ES     | 12  | 8 | 1 | 1 | 6 | 4  | 15 | –11 |                            |

Notas:

1 O CTE foi punido no TJD-ES com a perda de três pontos por escalação irregular de jogador.
2 O Sport-ES foi punido no TJD-ES com a perda de três pontos por escalação irregular de jogador.

## Fase Final
- Em itálico os times que possuem o mando de jogo na primeira partida. Em negrito os classificados.

|  | Semifinais   | Semifinais   | Semifinais | Semifinais |   |              | Final | Final | Final | Final |
|  |              |              |            |            |   |              |       |       |       |       |
|  | Pinheiros-ES | 0            | 3          | 3          |   |              |       |       |       |       |
|  | CTE          | 1            | 2          | 3          |   |              |       |       |       |       |
|  | CTE          | 1            | 2          | 3          |   | Pinheiros-ES | 0     | 0     | 0     |       |
|  |              |              |            |            |   | Pinheiros-ES | 0     | 0     | 0     |       |
|  |              | Vilavelhense | 2          | 2          | 4 |              |       |       |       |       |
|  | Vilavelhense | Vilavelhense | 2          | 2          | 4 | 0            | 1     | 1     |       |       |
|  | Vilavelhense |              |            |            |   | 0            | 1     | 1     |       |       |
|  | Capixaba     | 1            | 0          | 1          |   |              |       |       |       |       |

### Semifinais
Jogos de ida
| Quarta-feira, 11 de novembro | CTE | 1 – 0     | Pinheiros-ES | Estádio Justiniano de Melo e Silva, Colatina |
| 15:00                        |     | Relatório |              | Público: Portões fechados Árbitro: ES        |

| Quarta-feira, 11 de novembro | Capixaba | 1 – 0     | Vilavelhense | Estádio Kleber Andrade, Cariacica     |
| 19:00                        |          | Relatório |              | Público: Portões fechados Árbitro: ES |

Jogos de volta
| Sábado, 14 de novembro | Pinheiros-ES | 3 – 2     | CTE | Estádio João Soares de Moura Filho, Pinheiros |
| 15:00                  |              | Relatório |     | Público: Portões fechados Árbitro: ES         |

| Sábado, 14 de novembro | Vilavelhense | 1 – 0     | Capixaba | Estádio Kleber Andrade, Cariacica     |
| 19:00                  |              | Relatório |          | Público: Portões fechados Árbitro: ES |

### Final
Jogo de ida
| Quarta-feira, 18 de novembro | Vilavelhense | 2 – 0     | Pinheiros-ES | Estádio Kleber Andrade, Cariacica     |
| 18:30                        |              | Relatório |              | Público: Portões fechados Árbitro: ES |

Jogo de volta
| Domingo, 22 de novembro | Pinheiros-ES | 0 – 2     | Vilavelhense | Estádio Kleber Andrade, Cariacica     |
| 15:00                   |              | Relatório |              | Público: Portões fechados Árbitro: ES |

## Premiação
| Campeonato Capixaba de 2020 - Série B |
| ------------------------------------- |
| Vilavelhense Campeão (2° título)      |